# سانتی کازورلا
سانتیاگو کازورلا گونزالس (اسپانیایی: Santiago "Santi" Cazorla González‎؛ زادهٔ ۱۳ دسامبر ۱۹۸۴) هافبک تیم ملی فوتبال اسپانیا و باشگاه رئال اویدو است. او موفق شد به همراه تیم ملی فوتبال اسپانیا قهرمان رقابتهای یورو ۲۰۰۸ شود.
سانتی کازورلا یک بازیکن با سبک بسیار غیرقابل پیش‌بینی است. این بازیکن چندپسته دارای مهارت‌های دریبل و ارسال پاس‌های دقیق و عبور یک‌به‌یک و انجام حرکات انفجاری است. او  قادر به بازی به عنوان هافبک میانی و بال کناری است.
همچنین سانتی کازورلا در جریان نقل و انتقلات تابستانی سال ۲۰۲۳ به رئال اویدو پیوست.
کازورلا کار حرفه ای خود را در ویارئال در سال 2003 پس از تحت تاثیر قرار دادن در دوران جوانی با اویدو، باشگاه شهر خود آغاز کرد.  او قبل از یک دوره کوتاه در باشگاه شریک، Recreativo de Huelva، به پیشرفت خود در ویارئال ادامه داد.  او در فصل 2006–2007 لالیگا بازیکن برجسته ریکراتیوو هوئلوا بود که در جمع ده تیم برتر این تیم نقش داشت و به عنوان بهترین بازیکن سال اسپانیا جایزه گرفت.  او در فصل بعد با مبلغ 1.2 میلیون یورو به ویارئال بازگشت و به یکی از بازیکنان اصلی این تیم تبدیل شد و مرتباً در تیم منتخب لالیگا نام گرفت.  در سال 2011، کازورلا در یک قرارداد 21 میلیون یورویی به مالاگا نقل مکان کرد، جایی که او به دلیل سرعت، دقت شوت، ظرفیت تغییر ریتم گیم پلی و کنترل نزدیک عالی شهرت یافت.
پس از فصل 2011–2012، همراه با وضعیت مالی خطرناک مالاگا، کازورلا با مبلغ 10 میلیون پوند به تیم لیگ برتری آرسنال نقل مکان کرد، جایی که در اولین سال حضورش در باشگاه، با ثبت سیزده پاس گل، یکی از اجزای اصلی تیم شد.  پس از آن او به عنوان بهترین بازیکن فصل آرسنال انتخاب شد، و همچنین به عنوان یکی از بهترین فوتبالیست های اروپا شناخته شد.  کازورلا نقش مهمی در پایان دادن به خشکسالی 9 ساله باشگاه داشت و یک ضربه ایستگاهی مهم در مسیر قهرمانی در فینال جام حذفی در سال 2014 به ثمر رساند. مصدومیت سال های آخر او با آرسنال را آزار می داد.  در سال 2018، کازورلا به ویارئال بازگشت.  در دو فصل خود، او بالاترین بازی، تعداد گل های لیگ و تعداد پاس گل های خود را از سال 2015 به ثبت رساند. در سال 2020، قبل از بازگشت به باشگاه دوران کودکی خود در سال 2023، با باشگاه السد قطر قرارداد امضا کرد.
کازورلا اولین بازی خود را برای بزرگسالان اسپانیا در پیروزی مقابل پرو در می 2008 انجام داد،  و یک شرکت کننده نیمه منظم در پیروزی های این کشور در یورو 2008 و یورو 2012 و همچنین حضور در جام جهانی فوتبال 2014 بود.  او اولین گل ملی خود را در یک بازی دوستانه مقابل شیلی به ثمر رساند و 81 بازی و 15 گل برای تیم ملی به ثمر رساند.

## زندگی حرفه‌ای
سانتی در یانرا استان آستوریاس اسپانیا به دنیا آمد. او در ۷ اوت ۲۰۱۲ با یک قرارداد بلند مدت به باشگاه فوتبال آرسنال پیوست.